# 27Y busz (Sopron)
A soproni 27Y busz Boldogasszonyi utca és Jereván lakótelep végállomások között közlekedik.

## Története
A 27Y busz 2016. november 7-én indult, először körjáratként a Jereván lakótelep - Bécsi út - Virágvölgy - Boldogasszonyi utca - Híd utca - Csengery utca - Széchenyi tér - Rákóczi út - Táncsics utca - Faraktár utca - Jereván lakótelep viszonylatban, majd 2017. január 21-én a kiinduló állomását a Jereván lakótelepről a Boldogasszonyi utcába helyezték át. Ez a járat csak munkanapokon reggel közlekedik, a munkába és iskolába járók eljutását segítve. 2024. december 15-től csak tanítási napokon közlekedik.

## Útvonal
| Boldogasszonyi utca → Jereván lakótelep |
| --- |
| Boldogasszonyi utca végállomás – Tómalom utca – Ív utca – Tárcy-Hormoch Antal utca – Faller Jenő utca – Verő József utca – Kőrösi Csoma Sándor utca – Híd utca – Fapiac utca – Kőfaragó tér – Magyar utca – Kőszegi út – Csengery utca – Mátyás király utca – Széchenyi tér – II. rákóczi Ferenc utca – Újteleki utca – Kossuth Lajos utca – Táncsics utca – Faraktár utca – IV. László király utca – Jereván lakótelep végállomás |

## Megállóhelyek
| Távolság (km) | Idő (perc) | Megállóhely neve                | Átszállási lehetőségek | Fontosabb nevezetességek, helyek, áruházak és intézmények a közelben |
| ------------- | ---------- | ------------------------------- | --- | --- |
| 0             | 0          | Boldogasszonyi utca             | 7, 7A, 7B, 7T, 15, 17, 27, 27A, 27B, 27T | |
| 0,4           | 1          | Rákosi út, Ív utca              | 7, 7A, 7B, 7T, 15, 17, 27, 27A, 27B, 27T | |
| 0,8           | 2          | Faller Jenő utca                | 7, 7A, 7B, 7T, 15, 17, 27, 27B, 27T | |
| 1,2           | 4          | Aranyhegyi Ipari Park           | 7, 7A, 7B, 7T, 15, 17, 27, 27B, 27T | |
| 1,7           | 6          | Híd utca, Rákosi út             | 5Y, 7, 7A, 7B, 7T, 13, 13B, 15, 27, 27A, 27B, 27T, 33                                                                                            | Szent Mihály temető Szent Mihály-templom |
| 2,2           | 8          | Híd utca, Balfi út              | 5B, 5Y, 7, 7A, 7B, 7T, 13, 13B, 14, 14B, 15, 15A, 27, 27A, 27B, 27T, 33                                                                          | Soproni Szent Kereszt kápolna |
| 2,6           | 9          | Fapiac                          | 5B, 5Y, 7, 7A, 7B, 7T, 11A, 11Y, 13, 13B, 14, 14B, 15, 15A, 27, 27A, 27B, 27T, 33                                                                | Szent István park Soproni Szent István Plébánia |
| 3,1           | 11         | Csengery utca 89.               | 4, 5, 5A, 5T, 5Y, 7, 7A, 7B, 7T, 11, 11A, 11B, 11Y, 22, 27, 27A, 27B, 27T, 32 Helyközi és távolsági autóbuszjáratok                              | Soproni Erzsébet Oktató Kórház és Rehabilitációs Intézet Posta |
| 3,2           | 12         | Csengery utca, Király Jenő utca | 1, 2, 3Y, 4, 5, 5A, 5T, 7, 7A, 7B, 7T, 10, 10B, 10Y, 11, 11A, 11B, 11Y, 12, 12B, 22, 27, 27A, 27B, 27T, 32 Helyközi és távolsági autóbuszjáratok | Sopron vasútállomás GYSEV Zrt. SPAR szupermarket |
| 3,4           | 13         | Csengery utca, nyomda           | 1, 2, 3Y, 4, 5, 5A, 5T, 7, 7A, 7B, 7T, 10, 10B, 10Y, 11, 11A, 11B, 11Y, 12, 12B, 22, 27, 27A, 27B, 27T, 32 Helyközi és távolsági autóbuszjáratok | Sopron vasútállomás GYSEV Zrt. SPAR szupermarket |
| 3,7           | 15         | Mátyás király utca, Deák tér    | 1, 2, 3Y, 4, 5, 5A, 5B, 5T, 7, 7A, 7B, 7T, 10, 10B, 10Y, 11, 11A, 11B, 11Y, 12, 12B, 32                                                          | Liszt Ferenc Konferencia- és Kulturális Központ Soproni Petőfi Színház Posta Soproni Szent Júdás Tádé-templom SOE Lámfalussy Sándor Közgazdaságtudományi Kar Európa leghosszabb tere – Deák tér |
| 4,1           | 16         | Széchenyi tér                   | 1, 2, 3Y, 4, 5, 5A, 5B, 5T, 7, 7A, 7B, 7T, 10, 10B, 10Y, 11, 11A, 11B, 11Y, 12, 12B, 13B, 14, 14B, 15, 15A, 22, 27, 27A, 27B, 27T, 32, 33        | Liszt Ferenc Konferencia- és Kulturális Központ Soproni Petőfi Színház Posta Soproni Szent Júdás Tádé-templom SOE Lámfalussy Sándor Közgazdaságtudományi Kar Európa leghosszabb tere – Deák tér |
| 4,4           | 17         | II. Rákóczi Ferenc utca         | 11, 11A, 11B, 22 | |
| 4,8           | 18         | Táncsics utca, templom          | 3, 4, 11, 11A, 11B, 21, 22 | Jézus Szíve templom Soproni SZC Vendéglátó, Kereskedelmi Technikum és Kollégium SOE Benedek Elek Pedagógiai Kar                                                                                 |
| 5,4           | 19         | IV. László király utca 5.       | 3Y, 5, 5A, 5B, 7, 7A, 7B, 7T, 10, 10B, 10Y, 11, 11A, 11B, 27, 27A, 27B, 27T                                                                      | Posta Soproni Szakképzési Centrum Fáy András Két Tanítási Nyelvű Közgazdasági Technikum |
| 5,8           | 21         | Jereván lakótelep               | 1, 2, 3Y, 5, 5A, 5Y, 7, 7B, 7T, 10, 10B, 10Y, 11, 11B, 11Y, 12, 12B, 13, 17, 27, 27A, 27B, 27T                                                   | Helyi buszvégállomás |